# 巫俊
巫俊（1954年9月—），男，安徽合肥人，中共党员，中国美术家协会会员，中华人民共和国油画家。

## 生平
1982年毕业于安徽师范大学艺术系并留校任教。1990年至1991年，于中央美术学院进修。曾任安徽师范大学美术学院院长。2008年调入合肥工业大学，任建筑与艺术学院教授。
作品多次入选全国美展，主编全国“十一五”规划教材《油画》。

## 社会兼职
中国美术家协会会员，中国油画学会理事，安徽省美术家协会副主席，安徽省油画学会主席。

## 作品参展
- 1984年，油画《做新衣》（合作）入选第六届全国美展
- 1987年，油画《湘西古镇》（合作）入选首届中国油画展
- 1989年，水粉画《惠安女》入选第七届全国美展
- 1999年，水粉画《芜湖长江大桥建设工地》入选第九届全国美展
- 2001年，油画《跨越》（合作）入选庆祝建党80周年全国美展
- 2002年，油画《变迁》入选纪念“讲话”发表60周年全国美展
- 2004年，油画《大编组站》入选第十届全国美展
- 2009年，油画《鸟巢建设工地》入选第十一届全国美展
- 2014年，油画《繁忙的大江码头》入选第十二届全国美展
- 2019年，油画《世纪金桥》入选第十三届全国美展